# Cerătu de Copăcioasa, Gorj
Cerătu de Copăcioasa este un sat în comuna Scoarța din județul Gorj, Oltenia, România.

## Vezi și
- Biserica de lemn din Cerătu de Copăcioasa

 Acest articol despre o localitate din județul Gorj este deocamdată un ciot. Puteți ajuta Wikipedia prin completarea lui.